# Oswaldo Guayasamín
Oswaldo Guayasamín (Quito, 6 juillet 1919 - 10 mars 1999) est un artiste équatorien de la seconde moitié du XXe siècle, désigné comme un peintre expressionniste du réalisme social. Fortement inspiré par les arts sud-américains, il consacre une grande partie de sa vie à peindre la misère, l'exploitation, l'oppression, la dictature et le racisme. Il crée un portrait panaméricain des différences sociales et humaines.
Guayasamín est l'un des grands maîtres de l'art équatorien avec (entre autres) Eduardo Kingman, Enrique Tábara, Felix Arauz, Juan Villafuerte et Anibal Villacis.

## Biographie

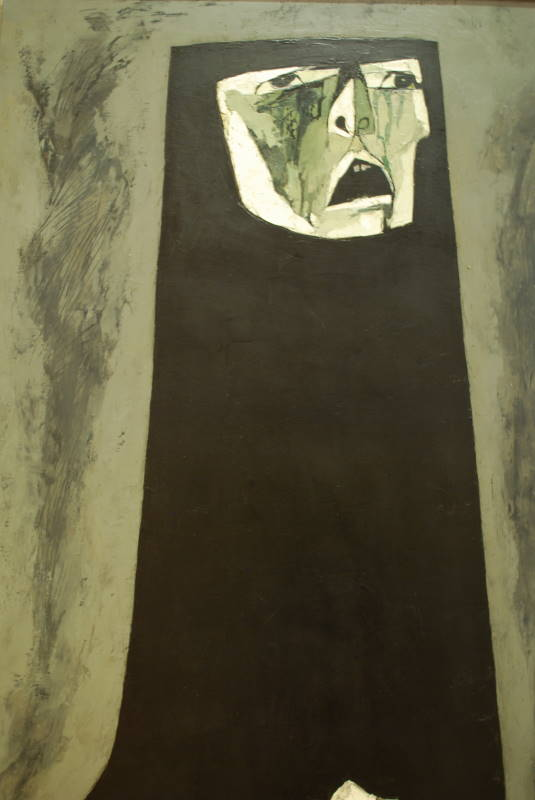
Tableau au MAAC à Guayaquil

Fils d'un père amérindien et d'une mère métisse, sa vocation artistique apparaît de façon précoce. Très jeune, il vend déjà ses peintures sur les places de Quito. Il entre en 1932 à l'école des beaux-arts bien que sa famille soit très humble et l'opposition de son père. Son ami Manjarrés meurt lors d'une manifestation d'ouvriers (connue sous le nom de la Guerra de los Cuatro Dias (« Guerre des Quatre Jours »)). À partir de ce jour-là, il verra l'homme et la société dans laquelle il vit de manière plus sombre. Il organise sa première exposition en 1942, à l'âge de vingt-trois ans, dans sa ville natale. Nombre de ses toiles sont alors achetées par Nelson Rockefeller qui restera l'un de ses mécènes les plus importants. Cette même année, il voyage aux États-Unis et au Mexique. Dans ce dernier pays, il fait la connaissance du muraliste José Clemente Orozco, et devient l'un de ses disciples.
Les premiers tableaux figuratifs de Guayasamín traitent de thèmes sociaux. Il reçoit dans sa jeunesse de nombreux prix nationaux. En 1948, il remporte le premier prix du Salon National (équatorien) des Aquarellistes et Dessinateurs. En 1955, à l'âge de 36 ans, il gagne le premier prix à la troisième biennale d'Art Hispano-Américain de Barcelone pour son œuvre El ataud blanco.
Il entreprend des voyages et séjourne dans de nombreux pays d'Amérique du Sud, ce qui lui permet de dénoncer la situation déplorable de la population indigène. En 1957, il est proclamé meilleur peintre sud-américain lors de la quatrième biennale de São Paulo. Plusieurs de ses sculptures monumentale en bronze sont réparties dans le monde entier, dont l'aigle-condor, une de ses dernières, conçue avec son neveu par alliance Roberto Lamaille, et exposée au Miami Center (en), en Floride.
En 1992 il reçoit le prix Eugenio Espejo, le plus grand prix accordé par le gouvernement d'Équateur. Il inaugure personnellement ses dernières expositions au Palais du Luxembourg à Paris, ainsi qu'au Palais des Glaces de Buenos Aires en 1995. Cette même année, il commence la dernière et plus importante de ses œuvres La Capilla del Hombre, musée d'art «en hommage à l'être humain », construit à Quito.
Oswaldo Guayasamín meurt d'une crise cardiaque le 10 mars 1999 à Baltimore, aux États-Unis, avant le terme de sa construction qui aura lieu en 2002. Le jour de sa mort est marqué par une grève générale menée par les Indiens et autres secteurs de la société de son pays : son décès est ressenti comme une immense perte en Équateur.

## Son œuvre
L'œuvre de Guayasamín saisit avec force, l'oppression, le racisme, la pauvreté, et les inégalités qui frappent l'Amérique du Sud. Elle se compose de peintures sur cadres, fresques murales, sculptures et monuments.
Ces peintures murales de grand format reflètent l'influence des muralistes mexicains en particulier celle de José Clemente Orozco, mais également celle de Pablo Picasso. Certaines de ses peintures murales se trouvent à Quito, notamment au Palais du gouvernement, à l'Université centrale et au Conseil de la province, mais aussi à l'Aéroport Barajas de Madrid, au siège de l'UNESCO à Paris et au Parlement latino-américain de São Paulo.
Dans ses œuvres picturales, il joue sur les couleurs, les différentes luminosités, les ombres et les reliefs en adoptant des formes simplifiées. Il utilise de très grands formats. La thématique de ses peintures est presque toujours sociale. Il travaille beaucoup le portrait : il en exécutera plus de treize mille tout au long de sa carrière.
Son œuvre est divisée en trois grandes périodes :
- « El camino del llanto » (« Le chemin des lamentations », Huacayñan en quechua), ensemble de cent trois tableaux, réalisés entre 1944 et 1945 ;
- « La Edad de Ira » (« L’Âge de la Colère ») est un ensemble de cent cinquante tableaux exécutés sur une trentaine d’années, entre 1961 et 1990. Cette période montre l'angoisse et la douleur des indigènes des Andes, il dénonce aussi les conditions de vie des ouvriers dans les mines et plus généralement l'exploitation de l'homme par l'homme au travers des dictatures, génocides et autres agressions des pays puissants et impérialistes. Guayasamín travaille beaucoup par série, notamment la série des mains pendant cette période ;
- « La Edad de la Ternura » (« L'Âge de la Tendresse ») est une période durant laquelle il travaille sur le lien maternel, la mère, la femme source de réconfort dans les épreuves et source de courage par sa résistance à l'humiliation : un hommage à toutes les mères du monde.

Il réalise les fresques de l'Université Centrale d'Équateur. L'œuvre du peintre avance toujours en parallèle avec ses propres expériences de vie.
Au cours de sa carrière, il expose dans la plupart des capitales d'Amérique du Nord et dans de nombreux pays européens : Leningrad (au Musée de l'Ermitage), Moscou, Prague, Rome, Madrid, Barcelone et Varsovie. Ses œuvres ont été exposées dans près de deux cents manifestations artistiques.

## Un artiste en quête d'identité
Dans sa peinture et ses sculptures se retrouve souvent un hommage à l’histoire et à la splendeur de son pays. Ses origines amérindiennes et métisses, dont il est très fier, nourrissent son art de leurs racines profondes.
Au cours de ses voyages à travers toute l'Amérique du Sud, il apprend à mieux connaître l'histoire de ce continent et ses habitants, les amérindiens. Grand collectionneur, cette passion se voit dans ses tableaux où l'on distingue le style indigène.
Il fait construire un musée à Quito en partie pour aider à la recherche archéologique et pour favoriser la sauvegarde des œuvres indiennes. S'y trouvent des objets archéologiques de l'époque précolombienne et une impressionnante collection de crucifix. Cette collection d'art colonial de l'artiste est surtout constituée d'œuvres de l'école de Quito, ainsi que de quelques travaux de l'école de Cusco. Le style cuzquenien, assez naïf, se caractérise par l'intégration d'éléments symboliques indigènes dans des tableaux religieux chrétiens. Quant au style quitenien, il est plus « européen », mais contient néanmoins plusieurs détails typiquement andins (comme les joues roses des enfants Jésus - à cause de l'altitude -). On peut y admirer de nombreux Christs crucifiés (Écoles de Quito et de Cuenca), aux corps complètement meurtris, mais aux visages extrêmement doux.
La collection reflète la quête identitaire de Guayasamín et les nombreuses recherches de style qu'il a menées au cours de sa vie.

## Fondation
Sa fondation-musée, à Quito, regroupe trois mille pièces, dont mille cinq cents exposées en permanence. 

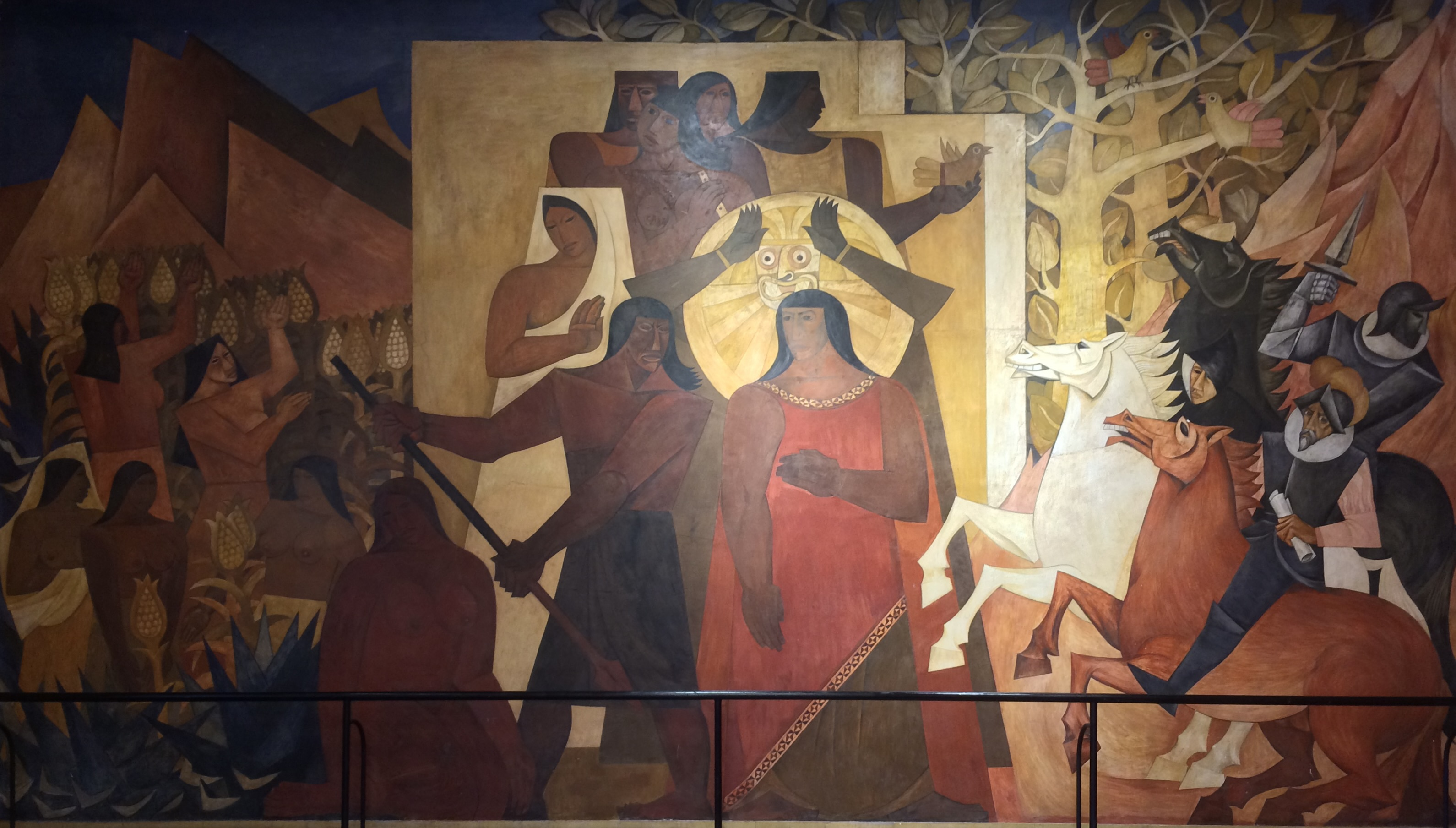
El incario y la conquista española, Palais Benjamín Carrión, maison de la culture équatorienne (Quito)
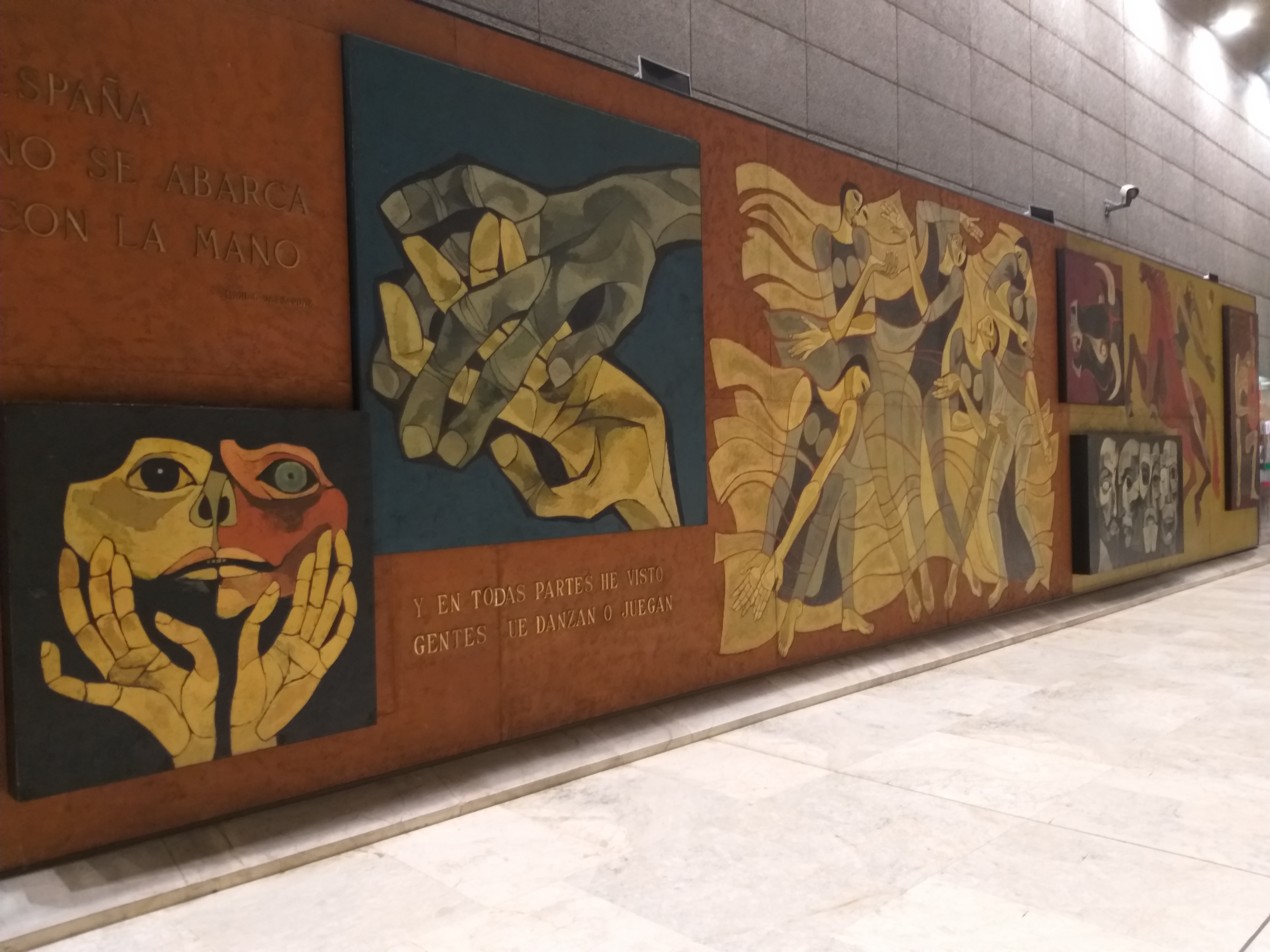
Fresque murale « Hispanoamérica » de Oswaldo Guayasamín, à l'Aéroport de Madrid
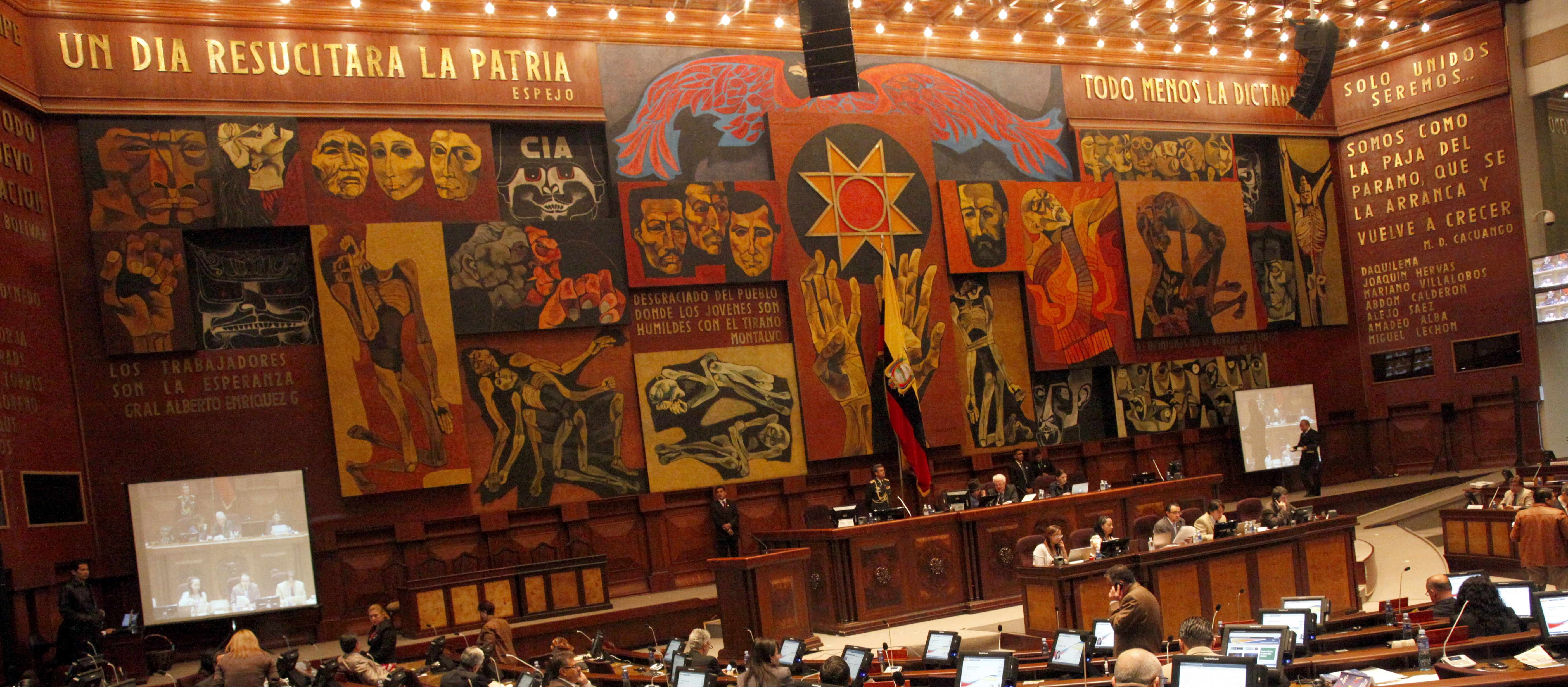
Fresque murale à la Patrie, assemblée nationale d'Équateur
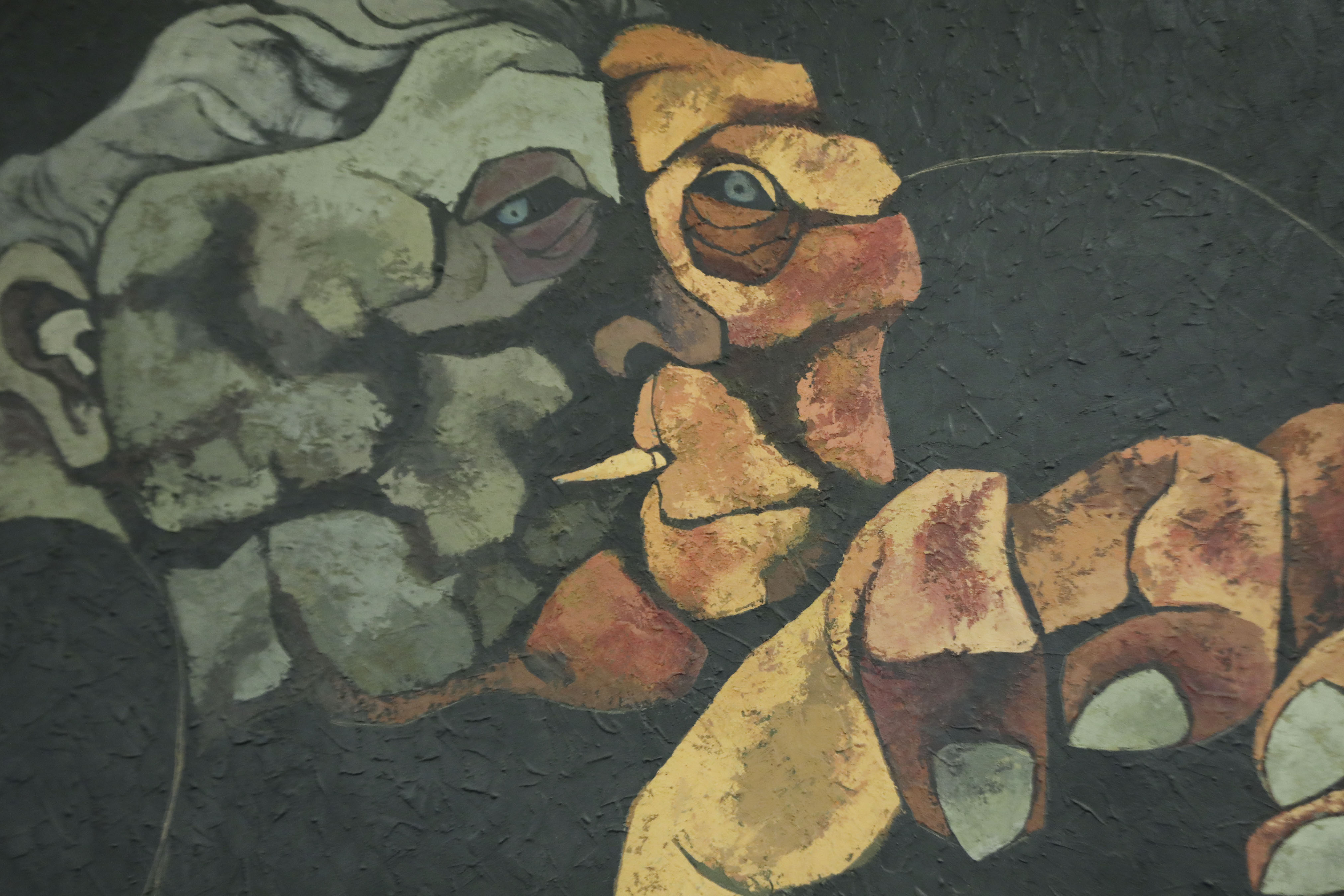
Détail de la fresque murale à la Patrie